# وقتی از عشق حرف می‌زنیم از چه حرف می‌زنیم
وقتی از عشق حرف می‌زنیم از چه حرف می‌زنیم (به انگلیسی: What We Talk About When We Talk About Love)‏ (چاپ اول ۲۰ آوریل ۱۹۸۱) نام داستان کوتاهی از ریموند کارور که بر روی مجموعهٔ داستان کوتاهی از او نیز گذارده شد. «وقتی از عشق حرف می‌زنیم از چی حرف می‌زنیم یکی از بهترین داستان‌های کارور و عنوان یکی از مجموعه داستان‌های کوتاه اوست.»

## داستان‌ها
- چرا نمی‌رقصید؟.
- عدسی چشم.
- حمام.
- وقتی از عشق حرف می‌زنیم از چی حرف می‌زنیم
- این همه آب و این قدر نزدیک خانه.
- صحبت جدی.
- آقای قهوه و آقای تعمیرکار.
- عمارت تابستانی.
- می‌توانستم کوچک‌ترین چیزها را ببینم.
- پاکت‌ها.
- آرامش.
- چیزهای کوچک.
- یک چیز دیگر.
- دروغ.
- چند تا جعبه.

## چکیده
این کتاب دومین کتاب مهم کارور است. چاپ اول آن در ۲۰ آوریل ۱۹۸۱ منتشر شد. این چاپ از زیر دست گوردون لیش گذشت و وی داستان‌های کوتاه آن را ویرایش اساسی کرد. بعضی از داستان‌ها تا یک سوم حجم اولیه‌شان کوتاه شده‌اند. برای نمونه داستان این همه آب و این قدر نزدیک به‌خانه از ۱۹ صفحه هفت صفحه کاهش پیدا می‌کند. کارور که بعدها نسبت به این ویرایش‌ها تغییر عقیده داد داستان‌هایی که صدمه‌ٔ زیادی در ویرایش دیده بود را مجدداً بازنویسی کرد و در مجموعه‌های دیگرش انتشار داد.

## نام
نام این مجموعه داستان از روی یکی از داستان‌های مجموعه انتخاب شده است. نام این داستان ابتدا «مبتدی‌ها» بود که پس از ویرایش کتاب به «وقتی از عشق حرف می‌زنیم از چه حرف می‌زنیم» تغییر پیدا کرد. نام این داستان را در زبان فارسی مترجمین مختلف با اندکی تفاوت ضبط کرده اند. نام‌هایی مانند:وقتی از عشق حرف می‌زنیم، از چه دم می‌زنیم، وقتی از عشق حرف می‌زنیم، از چه می‌گوییم، وقتی از عشق حرف می‌زنیم از چی حرف می‌زنیم

## کارور و لیش
گوردون لیش که یکی از ویراستاران سرشناس آمریکایی است نقش به‌سزایی در کشف و معرفی کارور داشت و از این جهت کارور خود را مدیون او می‌دانست در ۱۵ ژوئیه ۱۹۷۰، در نامه‌ای به لیش، کارور می‌نویسد:«ممنونم رفیق بابت کمک‌های معرکه‌ات به داستان‌ها. ... حالا احساس می‌کنم داستان‌ها درجه یک شده‌اند.» اما ده سال بعد که کارور دیگر نویسنده مشهوری شده بود بر سر ویرایش داستان‌های «وقتی از عشق حرف می‌زنیم...» اختلاف زیادی با لیش پیدا کرد. کارور در ۸ ژوئیه ۱۹۸۰ طی نامهٔ بسیار مفصلی که به لیش می‌نویسد ضمن آن که می‌خواهد جلوی چاپ کتاب با ویرایش‌های لیش گرفته شود نسبت به بسیاری از تغییرات لیش نیز ابراز نگرانی می‌کند او در بخشی از این نامه می‌نویسد:«همان‌طور که گفتم، به نظر من ویرایش، به‌ویژه نسخهٔ اولی، درخشان بود. داستان‌هایی که نمی‌توانم از آن‌ها به همان صورت که بودند بگذرم این‌ها هستند. مرکز اجتماعات (اگر دلت می‌خواهد) و حمام (یک کار کوچک و خوب) و دلم می‌خواهد مقدار بیش‌تری از زوج پیر، آنا و هنری گیتز، در وقتی از عشق حرف می‌زنیم از چه حرف می‌زنیم (مبتدی‌ها) بیاید. نمی‌خواهم آقای تعمیرکار (کسی این‌جا نیست) در شکل فعلی در کتاب بیاید. عنوان فاصله نباید به همه‌چیز به او چسبید تغییر یابد...» از نظر بعضی از منتقدین لیش نقش به‌سزایی در بهتر شدن آثار کارور داشته است. فرزانه طاهری در این باره می‌گوید:«لیش از طول و تفضیل و احساساتی‌گری زده است، به‌ویژه پیرنگ فرعی کشدار دربارهٔ زوج سالخورده‌ای [وقتی از عشق حرف می‌زنیم...] که «حقیقتاً» عاشق هم‌اند.» اما مجید اسلامی معتقد است که لیش به کارور صدمه زده است او در این باره می‌گوی:«پایان «مبتدی‌ها» که توسط گوردن لیش قلع‌وقمع شده، فوق‌العاده است. پس از گفت‌وشنودی طولانی حالا هرب رفته دوش بگیرد و تری دارد گریه می‌کند و لورا دلداری‌اش می‌دهد و راوی توی تاریکی ایستاده کنار پنجره و بیرون را تماشا می‌کند.»

## مبتدی‌ها
مجموعه داستان‌های این مجموعه را گوردون لیش ویرایش کرده است و توسط انتشارات کناپف منتشر شده‌است. بعدها لیش مدعی سهم انکارناپذیر خود در شهرت کارور شده و همسر کارور تس گالاگر با انتشار اصل داستان‌ها سعی کرد نشان دهد لیش نه تنها موجب ارتقا داستان‌ها نشده است بلکه آن‌ها را فروکاسته است و تبدیل به داستان‌های مینی‌مالیستی کرده است که مورد قبول کارور نبود. فرزانه طاهری که قبلاً داستان ویرایش شدهٔ کارور را تحت عنوان «وقتی از عشق حرف می‌زنیم از...» ترجمه کرده بود و در کتاب کلیسای جامع منتشر کرده بود اینک متن اصلی و ویرایش نشدهٔ این داستان را در ماهنامهٔ فرهنگی هنری هفت منتشر کرده است و امکان مقایسه این دو متن برای خواندگان فارسی زبان فراهم شده است. خوانندگانی هستند که متن ویرایش شده را می‌پسندند و برخی از خوانندگان هم متن اصلی را بهتر می‌دانند. با چاپ متن اصلی و متن ویرایش شده در ۲۴ دسامبر ۲۰۰۷ در نیویورکر امکان مقایسه بهتر این دو متن فراهم شد.

### قسمتی از متن به زبان اصلی
Terri said the man she lived with before she lived with Mel Herb loved her so much he tried to kill her. Herb laughed after she said this. He made a face. Terri looked at him. Then Terri she said, “He beat me up one night, the last night we lived together. He dragged me around the living room by my ankles. He kept saying, all the while saying, ‘I love you, don’t you see? I love you, you bitch.’ He went on dragging me around the living room. My, my head kept knocking on things.” Terri she looked around the table at us and then looked at her hands on her glass. “What do you do with love like that?” she said. She was a bone-thin woman with a pretty face, dark eyes, and brown hair that hung down her back. She liked necklaces made of turquoise, and long pendant earrings. She was fifteen years younger than Herb, had suffered periods of anorexia, and during the late sixties, before she'd gone to nursing school, had been a dropout, a “street person” as she put it. Herb sometimes called her, affectionately, his hippie.

### ترجمه متن ویرایش نشده
تری گفت مردی که قبل از زندگی با هرب با او زندگی می‌کرده آن‌قدر عاشقش بوده که سعی کرده او را بکشد. بعد از این‌که تری این را گفت هرب خندید. شکلکی درآورد. تری به او نگاه کرد. بعد گفت: «یک شب حسابی کتکم زد، آخرین شبی که با هم بودیم. مچ پاهایم را گرفته بود و مرا دور اتاق نشیمن روی زمین می‌کشید. تمام مدت می‌گفت: «دوستت دارم، نمی‌فهمی؟ دوستت دارم، پتیاره.» همین‌طور مرا دور اتاق می‌کشاند، در حالی‌که سرم مدام می‌خورد این‌ور و آن‌ور.» تری به همهٔ ما دور میز نگاه کردو بعد به دستانش روی لیوان نگاه کرد. گفت: «شماها اگر بودید با یک چنین عشقی چه می‌کردید؟» زنی بود استخوانی با صورتی زیبا، چشمانی تیره و موهای قهوه‌ای که به پشتش می‌ریخت. از گردنبندهای فیروزه و گوشواره‌های بزرگ آویزدار خوشش می‌آمد. پانزده سال از هرب کوچک‌تر بود، دوره‌های اختلال شدید تغذیه را پشت سر گذاشته بود، پیش از این‌که به مدرسهٔ پرستاری برود، در اواخر دههٔ شصت، ترک تحصیل کرده بود، به قول خودش «ولگرد» شده بود. هرب گاهی با محبت او را هیپیِ من صدا می‌کرد.

### ترجمه متن ویرایش شده
تری گفت مردی که قبل از زندگی با مل با او زندگی می‌کرده آن‌قدر عاشقش بوده که سعی کرده او را بکشد. بعد تری گفت: «یک شب حسابی کتکم زد. مچ پاهایم را گرفته بود و مرا دور اتاق نشیمن روی زمین می‌کشید. یکریز می‌گفت: «دوستت دارم، دوستت دارم، پتیاره.» همین‌طور مرا دور اتاق می‌کشاند. سرم مدام می خورد این‌ور و آن‌ور.» تری به همه دور میز نگاه کرد. «شماها اگر بودید با یک چنین عشقی چه می‌کردید؟»
زنی بود استخوانی با صورتی زیبا، چشمانی تیره و موی قهوه‌ای که به پشتش می‌ریخت. از گردنبندهای فیروزه و گوشواره‌های بزرگ آویزدار خوشش می‌آمد.

## نقد و بررسی
فرد مورامارکو، عشق در داستان‌های کارور، ترجمهٔ مصطفی مستور.
فرد مورامارکو استاد دانشگاه سن دیه‌گو آمریکا در مقالهٔ «عشق در داستان‌های کارور» می‌نویسد:«اما شاهکار کارور در داستان‌های چند زوجی‌اش، بی‌تردید داستان وقتی از عشق حرف می‌زنیم از چی حرف می‌زنیم است. این اثر آمیزه‌ای است از عناصر به‌کار رفته در سایر داستان‌ها که این بار با قدرت و شور بیش‌تری در داستان تنیده شده‌اند.»
حسین سناپور، ده جستار داستان‌نویسی. «سبک همینگ‌وی و نوآوری کارور».
سناپور در یکی از ده جستار کتاب ده جستار داستان‌نویسیبه معرفی اجمالی همینگ‌وی و نوآوری کارور در سبک او می‌پردازد و این نوآوری را در داستان وقتی از عشق حرف می‌زنیم... می‌داند. سناپور می‌نویسد:
«تمام شگردهایی که برای سبک همینگ‌وی برشمرده شد، در این داستان (وقتی از عشق حرف می‌زنیم...) به‌کار گرفته شده، با همان قدرتی که در کارهای همینگ‌وی هست. اما در عین حال یک تفاوت، یا بهتر، یک ویژگی نیز در این داستان هست که آن را از کارهای همینگ‌وی متمایز و -به گمان نگارنده- برتر می‌کند.»

## سینما
از روی این داستان در سال ۲۰۰۰ فیلم کوتاه ۱۳ دقیقه‌ای به همین نام توسط اسکات چارلز استوارت به زبان انگلیسی در آمریکا ساخته شده است.
و در فیلم مرد پرنده ای (birdman) به این نمایشنامه اشاره شده است.

## در زبان فارسی

### ترجمه‌های مختلف
از داستان‌های کوتاه کارور تا کنون ترجمه‌های زیادی صورت گرفته است. کتاب «وقتی از عشق حرف می‌زنیم...» تا کنون به‌طور مستقل ترجمه و چاپ نشده است اما داستان «وقتی از عشق حرف می‌زنیم...» در مجموعهٔ داستان‌های مختلفی که از کارور ترجمه و منتشر شده است آمده است. برای مقایسه ترجمه‌های مختلف پاراگراف کوتاهی از داستان را در ترجمه‌های مختلف آورده شده است.
متن اصلی
he was a bone-thin woman with a pretty face, dark eyes, and brown hair that hung down her back. She liked necklaces made of turquoise, and long pendant earrings.“My God, don’t be silly. That’s not love, and you know it,” Mel said. “I don’t know what you’d call it, but I sure know you wouldn’t call it love.”
وقتی از عشق حرف می‌زنیم، از چه حرف می‌زنیم، فرزانه طاهری
«زنی بود استخوانی با صورتی زیبا، چشمانی تیره و موی قهوه‌ای که به پشتش می‌ریخت. از گردنبندهای فیروزه و گوشواره‌های بزرگ آویزدار خوشش می‌آمد.

مل گفت: « تو را به خدا، این‌قدر احمق نباش. این که عشق نیست، خودت هم می‌دانی. نمی‌دانم اسمش چیست، اما مطمئنم که اسمش را عشق نمی‌شود گذاشت.»»
وقتی از عشق حرف می‌زنیم، از چه می‌گوییم، اسدلله امرایی
«هیکل ترکه‌ای داشت با صورتی دلنشین، چشمانی سیاه و موی قهوه‌ای که روی کمرش ریخته بود. از گردن بند فیروزه و گوشوارهٔ آویز بلند خوشش می‌آمد.

مل گفت: «بس کن بابا! زده به سرت! این عشق نیست، خودت هم می‌دانی. نمی‌دانم چه اسمی رویش بگذارم، اما نمی‌شود اسم عشق روی آن بگذاری!»»
وقتی از عشق حرف می‌زنیم، از چه دم می‌زنیم، پریسا سلیمان‌زاده و زیبا گنجی.
«تری زنی بود ریزنقش و خوشگل، با چشمهای سیاه و موهای قهوه‌ای بلند که پشتش ریخته بود. او به گردنبند فیروزه و گوشواره‌های بلند علاقه داشت.

مل گفت: «چرند نگو ترو خدا، این که نشد عشق. خودت هم می‌دانی. نمی‌دانم اسمش را چی می‌گذارند. اما هر چه باشد، عشق نیست.»»

### آسیب‌شناسی
در متن اصلی جملهٔ کوتاهی وجود دارد که در ترجمه‌های مختلف به شکل‌های مختلف نقل شده است و احتمالاً نشانی از دخالت‌های ممیزی است.
متن اصلی
“Honey, I love you,” Mel said. He leaned across the table,. Terri met him halfway. They kissed.
کلیسای جامع.
«مل گفت:«عزیزم، من هم دوستت دارم.»

روی میز خم شد. تری هم تا نیمه به طرفش آمد. ...»
وقتی از عشق حرف می‌زنیم.
«مل گفت:«من هم دوستت دارم عزیزم.»

مل روی میز خم شد. تری هم از آن‌طرف خم شد. همدیگر را بوسیدند.»
راه‌های میان‌بر.
«مل گفت:«عزیزم، دوستت دارم.»

روی میز خم شد و وسط راه تری هم به او رسید و همدیگر را بوسیدند.»

### تک داستان‌ها
مجله‌ها و نشریات
- وقتی از عشق حرف می‌زنیم از چه حرف می‌زنیم، ماهنامه دوران شماره ۹ و ۱۰، ترجمه:اسدالله امرایی.

کلیسای جامع و چند داستان دیگر، فرزانه طاهری. ۱۳۷۷.
- چرا نمی‌رقصید؟
- عدسی چشم
- حمام
- این همه آب و این قدر نزدیک خانه
- صحبت جدی
- وقتی از عشق حرف می‌زنیم از چه حرف می‌زنیم

فاصله، مصطفی مستور. ۱۳۸۰.
- عمارت تابستانی
- یک چیز دیگر
- چیزهای کوچک

پاکت‌ها، مصطفی مستور. ۱۳۸۲.
- آقای قهوه و آقای تعمیرکار
- می‌توانستم کوچک‌ترین چیزها را ببینم
- پاکت‌ها
- آرامش

راه‌های میان‌بر، اسدالله امرایی. ۱۳۸۳.
- وقتی از عشق حرف می‌زنیم از چی می‌گوییم
- آرامش
- آقای آبدارچی و آقای تعمیرکار

وقتی از عشق حرف می‌زنیم، پریسا سلیمان‌زاده و زیبا گنجی. ۱۳۸۴.
- وقتی از عشق حرف می‌زنیم از چه دم می‌زنیم؟
- چرا نمی‌رقصید؟
- یک چیز دیگر.
- این همه آب و این قدر نزدیک خانه.
- پاکت‌ها.
- صحبت جدی.
- یک چیز خوب ناچیز
- آقای قهوه‌چی و آقای تعمیرکار